# Xestia xanthe
Xestia xanthe là một loài bướm đêm trong họ Noctuidae.